# Madelein Meppelink
Madelein Meppelink (Rhenen, 29 de noviembre de 1989) es una deportista neerlandesa que compite en voleibol, en la modalidad de playa. Ganó dos medallas de oro en el Campeonato Europeo de Vóley Playa, en los años 2014 y 2018.

## Palmarés internacional
| Campeonato Europeo | Campeonato Europeo         | Campeonato Europeo | Campeonato Europeo |
| Año                | Lugar                      | Medalla            | Pareja             |
| ------------------ | -------------------------- | ------------------ | ------------------ |
| 2014               | Quartu Sant'Elena (Italia) | Medalla de oro     | Marleen van Iersel |
| 2018               | La Haya (Países Bajos)     | Medalla de oro     | Sanne Keizer       |